# 舍夫琴科韋 (諾維布格區)
47°32′37″N 32°32′13″E / 47.54361°N 32.53694°E
舍夫琴科韋（烏克蘭語：Шевченкове）是位於烏克蘭南部尼古拉耶夫州裏巴什坦卡區的村莊，面積1.41平方公里，海拔高度89米，2001年人口1,228，人口密度每平方公里870.9人。